# سيرجي ديميخيني
سيرجي ديميخيني مواليد 30 مارس 1984 في كورسك، الجمهورية الروسية السوفيتية الاتحادية الاشتراكية، الاتحاد السوفيتي، هو لاعب كرة مضرب روسي سابق بدأ مسيرته كمحترف سنة 2001. أعلى تصنيف له في الفردي كان المركز الـ 673 في سنة 2007. أعلى تصنيف له في الزوجي كان المركز الـ 438 في سنة 2005.

## نهائيات الفردي
| الحصيلة | الرقم | التاريخ      | الدورة           | الأرضية | المنافس       | النقاط        |
| الفوز   | 1.    | 11 مايو 2008 | بوخارست، رومانيا | ترابية  | سيرجي كروتيوك | 5–7, 6–1, 6–4 |